# Герб Лутугиного
Герб Луту́гиного — один з офіційних символів міста Лутугине Луганської області. Затверджений 27 вересня 2002 року рішенням Лутугинської міської ради.
Автори герба — О. Житченко та А. Закорецький.

## Опис
Герб являє собою щит іспанської форми, розтятий золотим зубчатим стовпом на чорне з нитяними хвилястими срібними стовпами і червоне поля.
Щит покладено на срібний декоративний картуш, під яким покладені навхрест срібні кирки, оповиті жовто-червоно-чорною стрічкою з написом «Лутугине». Щит увінчано срібною міською короною.

## Символізм
- Чорний колір — символ вугільної промисловості міста.
- Червоний колір символізує вогонь, тобто металургію.
- Золотий колір нагадує про рекорди шахтарів.
- Кирки вказують на назву міста, що походить від імені геолога Леоніда Лутугина, що протягом 22 років досліджував Донецький кам'яновугільний басейн.
- Хвилясті срібні стовпи вказують на складну геологічну структуру місцевості: в регіон багатий на поклади вугілля, вапняку, мергелю, пісковику, глини тощо.
- Зубчастий стовп символізує валковий комбінат — основне підприємство міста, — а також видобуток вугілля.

Крім того поєднання чорного, жовтого і червоного кольорів вказує на значний внесок Бельгійського акціонерного товариства у будівництво заводу, що нині є символом міста.